# Геміш Вотсон (футболіст)
Геміш Джон Сандерс Вотсон (англ. Hamish John Sanders Watson; нар. 17 квітня 1993) — новозеландський футболіст, центрфорвард клубу «Тім Веллінгтон».

## Кар'єра
Вотсон почав свою футбольну кар'єру в клубі «Ловер-Гатт Сіті" у віці від 4 років.
На дорослому рівні дебютував за клуб «Хоукіс Бей Юнайтед», де провів сезон 2011/12, після чого перейшов у «Тім Веллінгтон».
5 лютого 2014 року перейшов у новозеландський клуб, що виступав у австралійській А-Лізі, «Веллінгтон Фенікс» на залишок сезону 2013/14.
25 жовтня 2014 року Вотсон перебрався до Англії, де став тренуватись з командою Національної конференції «Грімсбі Таун», щоб спробувати підписати контракт з клубом. 20 листопада 2014 року Вотсон підписав короткостроковий контракт з клубом до січня. Згодом контракт було продовжено і 26 лютого 2015 року, повівши лише 4 гри за клуб, Вотсон приєднався до клубу Північної Конференції «Гейнсборо Трініті» на правах оренди на один місяць. 20 травня 2015 року Вотсон покинув «Грімсбі Таун».
30 червня 2015 року Вотсон повернувся до Нової Зеландії, де став виступати за клуб «Вайрарапа Юнайтед» у другому за рівнем дивізіоні країни
У лютому 2016 року Вотсон повернувся у «Веллінгтон Фенікс», де мав замінити травмованого Роя Крішну. Після того як йому це успішно вдалося, в кінці сезону Геміш підписав річний контракт з професіональним клубом.
24 січня 2018 року Вотсон вирішив покинути клуб через невелику кількість ігрового часу. і незабаром підписав контракт з клубом «Тім Веллінгтон». В тому ж році виграв з командою Лігу чемпіонів ОФК 2018. Цей результат дозволив команді вперше в історії вийти на клубний чемпіонат світу 2018 року, де команда вилетіла вже в першому раунді.

## Міжнародна кар'єра
Вотсон представляв молодіжну збірну Нової Зеландії у віці до 20 років. З командою став переможцем молодіжного кубка Океанії в 2013 році. Геміш забив на турнірі два голи, в тому числі у фінальній грі проти господарів Фіджі (4:0).

Цей результат дозволив команді кваліфікуватись на молодіжний чемпіонат світу в Туреччині, де Вотсон також взяв участь. Він зіграв у двох матчах на турнірі, спочатку 12 хвилин у грі проти Уругваю (0:2), а потім і проти Узбекистану, вийшовши у старті.

## Особисте життя
Вотсон є вболівальником «Ліверпуля», його улюбленими гравцями є Луїс Суарес та Стівен Джеррард.

## Досягнення
- Переможець Молодіжного чемпіонату ОФК: 2013
- Переможець Ліги чемпіонів ОФК: 2018